# Paleosofos
Paleosofos (gr. Παλαιοσοφος, tur. Malatya) – wieś na Cyprze, w dystrykcie Kirenia. Obecnie znajduje się w granicach Cypru Północnego.